# Plan W
Plan W war während des Zweiten Weltkriegs ein Plan gemeinsamer Militäreinsätze zwischen den Regierungen Irlands und des Vereinigten Königreichs, der zwischen 1940 und 1942 ausgearbeitet wurde und im Falle einer Invasion Irlands durch das Deutsche Reich durchgeführt werden sollte.
Obwohl Irland offiziell neutral war, erkannten die Briten nach den deutschen Blitzkriegen von 1939 bis 1940, die zur Niederlage Polens, der Niederlande und Frankreichs führten, dass Deutschland eine Invasion in Großbritannien plante (Unternehmen Seelöwe), und waren auch über die Möglichkeit einer deutschen Invasion in Irland besorgt. Die deutsche Planung für das Unternehmen Grün begann im Mai 1940, und die Briten begannen im Juni, die Kommunikation dazu abzufangen. Die Briten waren an der Sicherung Irlands interessiert, da die Eroberung durch die deutschen Streitkräfte ihre Westflanke freilegen und der Luftwaffe eine Operationsbasis in der Atlantikschlacht und bei allen Operationen zur Invasion Großbritanniens im Rahmen des Unternehmens Seelöwe bieten würde. In der Politik der irischen Regierung war die Zusammenarbeit Ausdruck „… wohlwollender Neutralität gegenüber Nordirland und England“. Sie sah sich der doppelten Gefahr ausgesetzt, dass Deutschland Irland angreifen könnte und dass Großbritannien den Deutschen durch Gegenaktionen in Irland zuvorkommen könnte. Einen Wechsel auf die Seite der Alliierten lehnte Taoiseach de Valera jedoch ab, um Unruhen im Land zu verhindern.